# Llista de competicions internacionals de motociclisme
Aquesta és una llista amb les principals competicions internacionals de motociclisme vigents actualment, ordenada alfabèticament per modalitat. La llista aplega totes les competicions obertes a la participació de motocicletes amb sidecar o sense, però no les destinades als quads ni a les motos de neu. Les competicions ja desaparegudes s'identifiquen pel fet de tenir informat l'any de finalització a la columna Instaurat (en cas de tenir-la) i per estar remarcades en color beix.
A 2 de maig de 2012

## Mundials
| Tipus | Modalitat          | Campionat                                              | Nom oficial                                         | Ens | Instaurat   | Temporada         |
| ----- | ------------------ | ------------------------------------------------------ | --------------------------------------------------- | --- | ----------- | ----------------- |
| C     | Ral·li             | Campionat internacional de ral·lis en moto             | FIM International Rallies Championship              | FIM | 2007 - 2009 | maig - octubre    |
| C     | Resistència        | Campionat del Món de resistència                       | FIM Endurance World Championship                    | FIM | 1980        | abril - novembre  |
| C     | Resistència        | Copa del Món de resistència                            | FIM Endurance World Cup                             | FIM | 2001        | abril - setembre  |
| C     | Velocitat          | Campionat del Món de velocitat                         | FIM Road Racing World Championship Grand Prix       | FIM | 1949        | abril - novembre  |
| C     | Velocitat          | Campionat del Món de sidecars                          | FIM Sidecar World Championship                      | FIM | 1949        | abril - setembre  |
| C     | Velocitat          | Campionat del Món de Superbike                         | FIM Superbike World Championship                    | FIM | 1988        | febrer - octubre  |
| C     | Velocitat          | Campionat del Món de Supersport                        | FIM Supersport World Championship                   | FIM | 1990        | febrer - octubre  |
| C     | Velocitat          | Copa FIM de Superstock 1000                            | FIM Superstock 1000cc Cup                           | FIM | 1999        | abril - octubre   |
| C     | Velocitat          | Copa Red Bull de debutants                             | Red Bull FIM MotoGP Rookies Cup                     | FIM | 2007        | abril - setembre  |
| C     | Velocitat          | Trofeu Red Bull de debutants                           | Red Bull FIM MotoGP Rookies Trophy                  | FIM | 2008 - 2008 | ?                 |
| C     | Velocitat          | Campionat internacional de motos elèctriques (e-Power) | FIM e-Power International Championship              | FIM | 2010        | abril - setembre  |
| C     | Velocitat          | Fórmula 750                                            | Prix FIM 750                                        | FIM | 1973 - 1979 | ?                 |
| C     | Velocitat          | Fórmula TT                                             | Formula TT                                          | FIM | 1977 - 1990 | ?                 |
| F     | Enduro             | Campionat del Món d'enduro                             | Maxxis FIM Enduro World Championship                | FIM | 1990        | març - octubre    |
| F     | Enduro             | Sis Dies Internacionals d'Enduro                       | FIM International Six Days' Enduro                  | FIM | 1913        | setembre          |
| F     | Enduro             | Campionat del Món d'enduro júnior                      | FIM Junior Enduro World Championship                | FIM | 2005        | març - octubre    |
| F     | Enduro             | Copa del Món d'enduro femení                           | FIM Women's Enduro World Cup                        | FIM | 2010        | maig - octubre    |
| F     | Enduro             | Copa del Món d'enduro juvenil                          | FIM Youth Enduro World Cup                          | FIM | 2003        | març - octubre    |
| F     | Enduro indoor      | Campionat del Món d'enduro indoor                      | FIM Superenduro World Championship                  | FIM | 2008        | novembre - febrer |
| F     | FMX                | Campionat del Món de Freestyle Motocross               | FIM Freestyle Motocross World Championship          | FIM | 2006        | març - desembre   |
| F     | Motocròs           | Campionat del Món de motocròs MX1/MX2                  | FIM MX1/MX2 Motocross World Championship            | FIM | 2004        | abril - setembre  |
| F     | Motocròs           | Campionat del Món de motocròs MX3                      | FIM MX3 Motocross World Championship                | FIM | 2004        | abril - setembre  |
| F     | Motocròs           | Motocròs de les Nacions                                | Monster Energy FIM Motocross of Nations             | FIM | 1947        | setembre          |
| F     | Motocròs           | Trofeu de les Nacions                                  | Trophée des Nations                                 | FIM | 1961 - 1984 | setembre          |
| F     | Motocròs           | Copa de les Nacions                                    | Coupe des Nations                                   | FIM | 1981 - 1984 | setembre          |
| F     | Motocròs           | Campionat del Món de motocròs femení                   | FIM Women's Motocross World Championship            | FIM | 2005        | abril - setembre  |
| F     | Motocròs           | Campionat del Món de motocròs júnior                   | FIM Junior Motocross World Championship             | FIM | 2004        | agost             |
| F     | Motocròs           | Copa del Món de motocròs veterans                      | FIM Veteran Motocross World Cup                     | FIM | 2006        | agost             |
| F     | Motocròs           | Campionat del Món de motocròs veterans MTA             | MTA World Vet Motocross Championship                | MTA | 1986        | ?                 |
| F     | Motocròs           | Campionat del Món de motocròs dos temps                | MTA World Two-Stroke Motocross Championship         | MTA | 2010        | ?                 |
| F     | Motocròs           | Campionat del Món de motocròs quatre temps             | MTA World Four-Stroke Motocross Championship        | MTA | 1976 - 2010 | ?                 |
| F     | Ral·li raid        | Campionat del Món de Ral·lis Cross-Country             | FIM Cross-Country Rallies World Championship        | FIM | 2009        | març - setembre   |
| F     | Ral·li raid        | Campionat del Món de R. C.C. Superproducció +450cc     | Superproduction over 450Cc Cross-Country Rallies    | FIM | 2009 - 2009 | març - octubre    |
| F     | Ral·li raid        | Campionat del Món de R. C.C. Superproducció 450cc      | Superproduction 450Cc Cross-Country Rallies         | FIM | 2009 - 2009 | març - octubre    |
| F     | Ral·li raid        | Copa del Món de R. C.C. Producció +450cc               | Rallies World Cup Production over 450Cc             | FIM | 2009 - 2009 | març - octubre    |
| F     | Ral·li raid        | Copa del Món de R. C.C. Producció 450cc                | Rallies World Cup Production 450Cc                  | FIM | 2009 - 2009 | març - octubre    |
| F     | Ral·li raid        | Copa del Món de R. C.C. júnior                         | FIM Junior Cross-Country Rallies World Cup          | FIM | 2012        | març - setembre   |
| F     | Ral·li raid        | Copa del Món de R. C.C. femení                         | FIM Women's Cross-Country Rallies World Cup         | FIM | 2003        | març - setembre   |
| F     | Ral·li raid        | Trofeu de R. C.C.                                      | FIM Cross-Country Rallies Trophy Over 450Cc         | FIM | 2012        | març - setembre   |
| F     | Ral·li raid (Baja) | Copa del Món de Bajas                                  | FIM Bajas World Cup                                 | FIM | 2012        | març - novembre   |
| F     | Ral·li raid (Baja) | Copa del Món de Bajas júnior                           | FIM Junior Bajas World Cup                          | FIM | 2012        | març - novembre   |
| F     | Ral·li raid (Baja) | Copa del Món de Bajas femení                           | FIM Women's Bajas World Cup                         | FIM | 2012        | març - novembre   |
| F     | Sidecarcross       | Campionat del Món de sidecarcross                      | FIM Sidecar Motocross World Championship            | FIM | 1980        | abril - setembre  |
| F     | Supercross         | Campionat del Món de supercross                        | AMA Supercross (Abans: FIM World Championship)      | AMA | 2000        | gener - maig      |
| F     | Supermoto          | Campionat del Món de supermoto                         | FIM Supermoto World Championship                    | FIM | 2002        | abril - setembre  |
| F     | Supermoto          | Supermoto de les Nacions                               | FIM Supermoto of Nations                            | FIM | 2008?       | octubre           |
| F     | Trial              | Campionat del Món de trial                             | SPEA FIM Trial World Championship                   | FIM | 1975        | abril - juliol    |
| F     | Trial              | Campionat del Món de trial femení                      | FIM Women's Trial World Championship                | FIM | 2000        | juny - setembre   |
| F     | Trial              | Trial de les Nacions                                   | FIM Trial des Nations                               | FIM | 1984        | setembre          |
| F     | Trial              | Trial de les Nacions femení                            | FIM Women's Trial des Nations                       | FIM | 2000        | setembre          |
| F     | Trial              | Copa internacional de trial Open                       | FIM Trial Open International Cup                    | FIM | 2012        | abril - juliol    |
| F     | Trial              | Copa del Món de trial júnior                           | FIM Junior Trial World Cup                          | FIM | 2000        | abril - juliol    |
| F     | Trial              | Copa del Món de trial juvenil                          | FIM Youth Trial Cup 125Cc                           | FIM | 2004        | abril - juliol    |
| F     | Trial indoor       | Campionat del Món de trial indoor                      | FIM X-Trial World Championship                      | FIM | 1993        | gener - març      |
| F     | Trial indoor       | X-Trial de les Nacions                                 | FIM X-Trial des Nations                             | FIM | 2012        | abril             |
| F     | Trial indoor       | Trial de les Nacions Indoor                            | FIM Trial des Nations Indoor                        | FIM | 2002 - 2008 | desembre          |
| P     | Flat Track         | Copa del Món de Flat Track                             | FIM Flat Track Cup                                  | FIM | 2011        | juny - octubre    |
| P     | Grass Track        | Trofeu de Grass Track juvenil                          | FIM Grass Track Youth Gold Trophy 125Cc             | FIM | 2008        | juny              |
| P     | Ice Racing         | Ice Gladiators                                         | FIM Ice Speedway Gladiators World Championship      | FIM | 1997        | gener - juliol    |
| P     | Ice Racing         | Team Ice Gladiators                                    | FIM Team Ice Speedway Gladiators World Championship | FIM | 1997        | febrer            |
| P     | Long Track         | Campionat del Món de Long Track                        | FIM Long Track World Championship                   | FIM | 2007        | maig - setembre   |
| P     | Long Track         | Campionat del Món de Long Track per equips             | FIM Team Long Track World Championship              | FIM | 2007        | juny              |
| P     | Long Track         | Trofeu de Long Track juvenil 250cc                     | FIM Long Track Youth Gold Trophy 250Cc              | FIM | 2010        | setembre          |
| P     | Speedway           | Campionat del Món de speedway                          | FIM Speedway World Championship Grand Prix          | FIM | 1936        | juny - setembre   |
| P     | Speedway           | Campionat del Món de speedway sub-21                   | FIM Speedway under 21 World Championship            | FIM | 1988        | abril - novembre  |
| P     | Speedway           | Campionat del Món de speedway sub-21 per equips        | FIM Team Speedway under 21 World Championship       | FIM | 2005        | abril - setembre  |
| P     | Speedway           | Copa del Món de speedway                               | FIM Speedway World Cup                              | FIM | 1960        | abril - juliol    |
| P     | Speedway           | Trofeu de Speedway juvenil 250cc                       | FIM Speedway Youth Gold Trophy 250Cc                | FIM | 2010        | abril - agost     |
| P     | Speedway           | Trofeu de Speedway juvenil 80cc                        | FIM Speedway Youth Gold Trophy 80Cc                 | FIM | 2001        | juliol            |
| P     | Speedway           | Campionat del Món de Speedway amb sidecar              | FIM Track Racing Sidecar 1000Cc World Championship  | FIM | 2006        | ?                 |

Notes
1. ↑  C: Carretera / F: Fora d'asfalt / P: Pista
2. ↑  Primera edició com a Europeu: 1968
3. ↑  Primera edició com a Coup d'Europe 250cc: 1957
4. ↑  Primera edició com a Europeu de 500cc: 1952
5. ↑  Primera edició com a FIM Cup: 1971
6. ↑  Primera edició com a Challenge Henry Groutards: 1964

## Continentals

### Europa
| Tipus | Modalitat           | Campionat                                        | Nom oficial                                       | Ens               |
| ----- | ------------------- | ------------------------------------------------ | ------------------------------------------------- | ----------------- |
| C     | Cursa d'acceleració | Campionat d'Europa de Dragsters                  | European Dragbike Championship                    | ?                 |
| C     | Velocitat           | Campionat d'Europa de Motociclisme de Velocitat  | European Road Racing Championship                 | UEM               |
| C     | Velocitat           | Campionat d'Europa de Superstock                 | European Superstock Championship                  | ?                 |
| C     | Velocitat           | Copa d'Europa de Superstock                      | Superstock UEM Cup                                | UEM               |
| C     | Velocitat           | Copa UEM de Pocket Bike                          | Pocket Bike UEM Cup                               | UEM               |
| C     | Velocitat           | Copa BMW Motorrad Boxer                          | UEM BMW Motorrad Boxer Cup                        | UEM               |
| C     | Velocitat           | Trofeu d'Europa de ciclomotors i escúters 50cc   | European 50 cc Moped and Scooter Trophy           | ?                 |
| F     | Enduro              | Campionat d'Europa d'enduro                      | Individual European Enduro Championship           | UEM               |
| F     | Enduro              | Campionat d'Europa de dos dies d'enduro          | Individual European Two Days Enduro Championship  | ?                 |
| F     | Enduro              | Campionat d'Europa d'enduro amb sidecar          | European Sidecar Enduro Championship              | ?                 |
| F     | Motocròs            | Campionat d'Europa de motocròs 250cc             | 250 cc Individual Eurpean Motocross Championship  | UEM               |
| F     | Motocròs            | Campionat d'Europa de motocròs 125cc             | 125 cc Individual European Motocross Championship | UEM               |
| F     | Motocròs            | Campionat d'Europa de motocròs 85cc              | 85 cc Individual European Motocross Championship  | UEM               |
| F     | Motocròs            | Campionat d'Europa de motocròs 65cc              | 65 cc Individual European Motocross Championship  | UEM               |
| F     | Motocròs            | Motocròs de les nacions europees                 | Motocross of European Nations                     | UEM               |
| F     | Ral·li raid         | Copa d'Europa de ral·li tot terreny              | European All-Terrain Rallye Cup                   | ?                 |
| F     | Sidecarcross        | Sidecarcross de les nacions europees             | Sidecarcross of European Nations                  | ?                 |
| F     | Supercross          | Campionat d'Europa de supercross                 | European Supercross Championship                  | ?                 |
| F     | Supermoto           | Campionat d'Europa de supermoto                  | European Supermoto Championship                   | ?                 |
| F     | Trial               | Campionat d'Europa de trial                      | European Trial Championship                       | UEM               |
| F     | Trial               | Campionat d'Europa de trial femení               | European Trial Women's Championship               | UEM               |
| F     | Trial               | Campionat d'Europa de trial júnior               | UEM Junior Trial Cup                              | UEM               |
| F     | Trial               | Campionat d'Europa de trial juvenil              | European Trial Youth Cup                          | UEM               |
| F     | Trial               | Campionat d'Europa de trial veterans             | UEM Over-40 Trial Cup                             | UEM               |
| F     | Trial               | Campionat escandinau de trial                    | Trial Nordic Championship                         | SVEMO/SML/NMF/DMU |
| F     | Trial indoor        | Campionat d'Europa de trial indoor               | FIM Indoor Trial European Championship            | FIM               |
| F     | Sidecartrial        | Campionat d'Europa de sidecartrial               | Sidecar-Trial European Championshp                | ?                 |
| P     | Grass Track         | Campionat d'Europa de Grass Track                | European Grass Track Championship                 | ?                 |
| P     | Grass Track         | Copa d'Europa de Grass Track juvenil 125cc       | Youth Grass Track 125cc UEM Cup                   | UEM               |
| P     | Ice Racing          | Campionat d'Europa d'Ice Racing individual       | European Individual Ice Racing Championship       | ?                 |
| P     | Short Track         | Campionat d'Europa de Short Track                | European Short Track Championship                 | ?                 |
| P     | Speedway            | Campionat d'Europa de Speedway individual        | European Individual Speedway Championship         | ?                 |
| P     | Speedway            | Campionat d'Europa de Speedway per parelles      | Pairs Speedway European Championship              | ?                 |
| P     | Speedway            | Campionat d'Europa de Speedway individual júnior | European Individual Speedway Junior Championship  | ?                 |
| P     | Speedway            | Copa d'Europa de Clubs Campions de Speedway      | European Speedway Club Champions' Cup             | ?                 |
| P     | Speedway            | Copa d'Europa de Speedway juvenil 80cc           | 80 cc Youth Speedway Racing UEM Cup               | UEM               |
| P     | Motoball            | Campionat d'Europa de motoball                   | European Motoball Championship                    | ?                 |

### Amèrica
| Àmbit           | Modalitat    | Campionat                                          | Nom oficial                                             | Ens      |
| --------------- | ------------ | -------------------------------------------------- | ------------------------------------------------------- | -------- |
| Amèrica         | Supercross   | Campionat panamericà de supercross                 | Panamerican Supercross Championship                     | ?        |
| Nord-amèrica    | Enduro       | Campionat nord-americà d'enduro                    | North-American Enduro Championship                      | ?        |
| Nord-amèrica    | Flat track   | Campionat nord-americà de motociclisme en pista    | North American Track Racing Championship                | NAMU     |
| Nord-amèrica    | Supercross   | Campionat NAMU de Supercross                       | FIM North America Supercross Championship               | FIM/NAMU |
| Nord-amèrica    | Trial        | Campionat nord-americà de trial                    | North-American Trial Championship                       | ?        |
| Nord-amèrica    | Velocitat    | Campionat nord-americà de velocitat clàssiques     | North-American Vintage Road Racing Championship         | NAMU     |
| EUA             | Motocròs     | Campionat AMA de motocròs                          | AMA Motocross Championship                              | AMA      |
| EUA             | Supercross   | Campionat AMA de supercross                        | AMA Supercross Championship                             | AMA      |
| EUA             | Supercross   | Campionat AMA Est de Supercross                    | AMA Supercross Lites East Championship                  | AMA      |
| EUA             | Supercross   | Campionat AMA Oest de Supercross                   | AMA Supercross Lites West Championship                  | AMA      |
| EUA             | Motocròs     | Inter-AM                                           | Inter-AM Series                                         | AMA      |
| EUA             | Motocròs     | Trans-AMA                                          | Trans-AMA Series                                        | AMA      |
| Amèrica Llatina | Enduro       | Campionat llatino-americà de dos dies d'enduro     | Individual Latin-American Two Days' Enduro Championship | ?        |
| Amèrica Llatina | FMX          | Copa llatino-americana de Freestyle Motocross      | Latin-American Freestyle Motocross Cup                  | ?        |
| Amèrica Llatina | Motocròs     | Campionat llatino-americà de motocròs MX2          | Individual Latin-American Motocross Championship - MX2  | ?        |
| Amèrica Llatina | Motocròs     | Campionat llatino-americà de motocròs MX1          | Individual Latin-American Motocross Championship - MX1  | ?        |
| Amèrica Llatina | Motocròs     | Campionat llatino-americà de motocròs 80cc         | 80 cc Individual Latin-American Motocross Championship  | ?        |
| Amèrica Llatina | Motocròs     | Copa llatino-americana de motocròs                 | Latin-American Motocross Cup                            | ?        |
| Amèrica Llatina | Motocròs     | Copa llatino-americana de minicross                | Latin-American Minicross Cup                            | ?        |
| Amèrica Llatina | Ral·li raid  | Campionat llaltino-americà de ral·li cross-country | Latin-American Cross-Country Rallies Championship       | ?        |
| Amèrica Llatina | Supercross   | Campionat llatino-americà de Supercross 250cc      | 250 cc Latin-American Supercross Championship           | ?        |
| Amèrica Llatina | Supercross   | Campionat llatino-americà de Supercross 125cc      | 125 cc Latin-American Supercross Championship           | ?        |
| Amèrica Llatina | Supermoto    | Copa llatino-americana de supermoto                | Latin-American Supermoto Cup                            | ?        |
| Amèrica Llatina | Trial        | Campionat llatino-americà de trial                 | Individual Latin-American Championship for Trial        | ?        |
| Amèrica Llatina | Trial indoor | Campionat llatino-americà de trial indoor          | Latin-American Indoor Trial Cup                         | ?        |
| Amèrica Llatina | Velocitat    | Campionat llatino-americà de velocitat             | Latin-American Open Road Racing Championship            | ?        |

### Resta de continents
| Àmbit  | Modalitat     | Campionat                             | Nom oficial                                   | Ens |
| ------ | ------------- | ------------------------------------- | --------------------------------------------- | --- |
| Àfrica | Enduro (Baja) | Campionat d'Àfrica d'enduro Baja      | African Baja Enduro Championship              | ?   |
| Àfrica | Motocròs      | Campionat d'Àfrica de motocròs sènior | African Senior Motocross Championship         | ?   |
| Àfrica | Motocròs      | Campionat d'Àfrica de motocròs júnior | African Junior Motocross Championship         | ?   |
| Àfrica | Ral·li raid   | Campionat d'Àfrica de ral·lis en moto | African Motorcycle Rallies Championship       | ?   |
| Àfrica | Velocitat     | Campionat d'Àfrica de velocitat       | African Road Racing Championship              | ?   |
| Àsia   | Enduro        | Campionat d'Àsia d'enduro             | Asian Enduro Championship                     | ?   |
| Àsia   | Enduro        | Campionat d'Àsia de dos dies d'enduro | Individual Asia Two Days' Enduro Championship | ?   |
| Àsia   | Supercross    | Campionat d'Àsia de supercross        | Asian Supercross Continental Championship     | ?   |
| Àsia   | Velocitat     | Campionat d'Àsia de velocitat         | Asia Road Racing Championship                 | ?   |
| Àsia   | Velocitat     | Trofeu d'Àsia d'escúters              | Asia Trophy for Scooter                       | ?   |